# الکساندر مک‌کورمیک استورم
الکساندر مک‌کورمیک استورم (انگلیسی: Alexander McCormick Sturm; ۲۳ ژوئن ۱۹۲۳ – ۱۶ نوامبر ۱۹۵۱) یک هنرمند، نویسنده و کارآفرین آمریکایی بود که در سال ۱۹۴۹ با مشارکت ویلیام روگر شرکت اسلحه‌سازی آمریکایی استورم روگر را تأسیس کرد. استورم پول اولیه را تأمین کرد و عقاب نشان آلمانی را که روی تمام اسلحه‌های روگر یافت می‌شود، طراحی نمود. استورم از یک خانواده برجسته کنتیکت بود و مادر ثروتمندش از خانواده بازرگان مک‌کورمیک بود. او فارغ‌التحصیل دانشگاه ییل بود. مدت کوتاهی پس از اینکه شرکت از نظر مالی به موفقیت رسید و مورد توجه قرار گرفت، استورم بر اثر هپاتیت ویروسی درگذشت.